# Déryné Széppataki Róza
Déryné Széppataki Róza, född 1793, död 1872, var en ungersk skådespelare och operasångare.
Hon har kallats för den första ungerska operasångerskan. 